# Catoxantha
Catoxantha es un género de escarabajos de la familia Buprestidae.

## Especies
- Catoxantha bonvouloirii Deyrolle, 1861
- Catoxantha eburnea Janson, 1874
- Catoxantha liouvillei Thery, 1923
- Catoxantha opulenta (Gory, 1832)
- Catoxantha pierrei Descarpentries, 1948
- Catoxantha purpurea (White, 1843)